# Long John Baldry
John William Baldry, znany jako Long John Baldry (ur. 12 stycznia 1941, zm. 21 lipca 2005) – brytyjski wokalista bluesowy, jeden z pionierów bluesa na Wyspach Brytyjskich.
W latach 60. XX wieku występował z wieloma zespołami. Współpracował między innymi z takimi ikonami muzyki jak Rod Stewart i Elton John. W latach 70. przeprowadził się do Kanady i przyjął kanadyjskie obywatelstwo. Kontynuował tam swą karierę muzyczną biorąc udział w licznych trasach koncertowych. W 1985 pracując jako aktor głosowy zajął się podkładaniem swojego głosu bohaterom animowanym.
Był osobą homoseksualną.

## Wybrana dyskografia
- Long John's Blues (1964)
- Looking at Long John (1966)
- Let the Heartaches Begin (1968)
- Let There Be Long John (1968)
- Wait For Me (1969)
- It Ain't Easy (1971)
- Everything Stops for Tea (1972)
- Heartaches (Golden Hour) (1974)
- Baldry's Out! (1979)
- 'Silent Treatment' (1986)
- Let The Heartaches Begin (1988)
- Beat Goes On (1990)
- It Still Ain't Easy (1991)
- Long John Baldry-On Stage Tonight (1993)
- A Thrill's a Thrill: The Canadian Years (1995)
- Right To Sing The Blues (1997)
- Long John Baldry Trio-Live (2000)
- Remembering Leadbelly (2002)